# ハリス・セフェロヴィッチ
ハリス・セフェロヴィッチ（Haris Seferović, ボスニア語発音: [xǎːris sefěːroʋitɕ]、1992年2月22日 - ）は、スイス・ズールゼー出身のサッカー選手。UAEプロリーグ・アル・ワスル所属。スイス代表。ポジションはフォワード。

## クラブ経歴

### キャリア初期
セフェロヴィッチは1999年に地元のアマチュアクラブであるFCズールゼーにてサッカーを始めると、2004年にFCルツェルンの下部組織に移った。3年後の2009年、セフェロヴィッチの能力を高く買ったグラスホッパー・クラブ・チューリッヒによってスカウトされると、2009年4月26日、ヌーシャテル・ザマックスとのリーグ戦でプロデビューを果たした。2010年1月には、ルツェルン州の最優秀若手選手に選ばれている。

### フィオレンティーナ
2010年1月29日、セリエAのACFフィオレンティーナ移籍が発表された。移籍金は210万ユーロであり、リザーブチーム登録となった。翌年5月22日、リーグ最終節のブレシア・カルチョ戦にて、アレッシオ・チェルチとの交代でデビューを飾った。しかし、翌2011-12シーズンもトップチーム昇格は叶わなったため、2011年8月11日に母国スイスのヌーシャテル・ザマックスにレンタル移籍をした。
2012年1月12日、ヌーシャテル・ザマックスへのレンタルを打ち切り、セリエAに所属していたUSレッチェにハーフシーズンの契約で再びレンタル移籍を決めた。加入してすぐのインテル戦でデビューするも、レンタル終了までゴールを挙げられずに終わった。2012-13シーズン、シーズン前半戦はフィオレンティーナに残留したものの、レギュラー確保には至らず、冬のマーケットでセリエBのノヴァーラ・カルチョへレンタルされた。ノヴァーラでは、昇格プレーオフを含むリーグ戦全18試合に出場して10ゴールを記録し、4月17日のASリヴォルノ・カルチョ戦ではキャリア初のハットトリックを達成している。

### レアル・ソシエダ
2013年7月11日、レアル・ソシエダに4年契約で移籍した。8月16日、ラ・リーガのヘタフェCFにて初先発すると、後半14分に移籍後初ゴールを挙げた。4日後にはUEFAチャンピオンズリーグのグループステージが開幕し、ソシエダはオリンピック・リヨンと対戦したが、この試合でもセフェロヴィッチはボレーによって1ゴールを記録し、順調なスタートを切った。しかし、アントワーヌ・グリーズマンやカルロス・ベラからポジションを奪えず、リーグ戦24試合で2ゴールと、満足いく結果は得られなかった。

### アイントラハト・フランクフルト
2014年8月1日、アイントラハト・フランクフルトに移籍し、3年契約を交わした。デビュー戦はDFBポカール1回戦のFCヴィクトリア1889ベルリン戦であったが、この試合の先制点を挙げ、ソシエダ時代と同じくデビュー戦で初ゴールを挙げてみせた。1週間後のSCフライブルク戦にてブンデスリーガデビュー。10月25日のDFBポカールでのVfBシュトゥットガルト戦ではイエローカード2枚による、キャリア初の退場処分を喰らった。
2015-16シーズン、コンディションが整わず、昨シーズンはリーグ戦で10ゴールを挙げたものの、このシーズンはわずか3ゴールに留まり、クラブもリーグ16位フィニッシュで降格プレーオフに回ることになった。そのプレーオフでは、2部3位となった1.FCニュルンベルクと対戦し、第1戦は1-1でのドロー、負ければ2部降格が決まる第2戦でセフェロヴィッチが決勝ゴールを決め、最悪の事態は免れた。
契約最終年となった2016-17シーズンも序盤はクラブのレギュラーとして活躍したが、後半戦はスウェーデン代表のブラニミル・フルゴタにポジションを奪われた。

### ベンフィカ
2017年6月2日、セフェロヴィッチは昨シーズンのポルトガル王者SLベンフィカと5年契約を結んだ。 8月5日、スーペルタッサ・カンディド・デ・オリベイラでデビューし、ジョナスとともに先発してヴィトーリアSCに3-1で勝利。自身も2点目を決めた。 その4日後、ホームでSCブラガに3-1で勝利した試合でプリメイラ・リーガデビューをした。同年10月には、元ベンフィカのレジェンド選手であるヌーノ・ゴメスから、チームにとって必要不可欠な選手だと絶賛された。ベンフィカでのファーストシーズン、セフェロヴィッチはすべての大会を合わせて6得点したが、その後はジョナスとの2トップをラウル・ヒメネスに奪われた。
2018-19シーズンは、ルイ・ヴィトーリア監督の開幕時はチーム4番手の立ち位置から覆し、25ゴールを挙げチーム得点王となった。リーグ戦では、セフェロヴィッチはホームでのFCポルト戦 （1-0）で決勝ゴールを決め、アウェイでのスポルティングCP戦 （4-2）では先制ゴールを決めるなど、勝ち点に繋がるゴールを多くあげた。2月14日に行われたUEFAヨーロッパリーグ・ベスト32のガラタサライSK戦では、2-1で勝利し、ベンフィカのトルコでの初勝利に貢献した。このゴールで、同シーズンの通算17ゴール目となり、2019年には一時的に世界の全リーグを通じた得点王であった。 リーグ戦で23ゴールを記録したことで、リーグ得点王に輝き、海外リーグで得点王となった2人目のスイス人選手 （アレクサンダー・フライに次ぐ）となった。
2019-20シーズン、ブラジル人のカルロス・ヴィニシウスの加入により、セフェロヴィッチの出番とゴール数は減少した。 翌年、ヴィニシウスがトッテナム・ホットスパーFCにレンタルされたことで、セフェロヴィッチはレギュラーに復帰し、得点王であるスポルティングのペドロ・ゴンサウヴェスよりも1つ少ない22ゴールを記録した。
2022年7月20日、ガラタサライSKへ買取オプション付きのレンタル移籍。
2023年1月31日、2022-23シーズン終了までセルタ・デ・ビーゴへレンタル移籍することが決定した。

### アル・ワスル
2023年7月5日、アル・ワスルFCに移籍した。

## 代表経歴

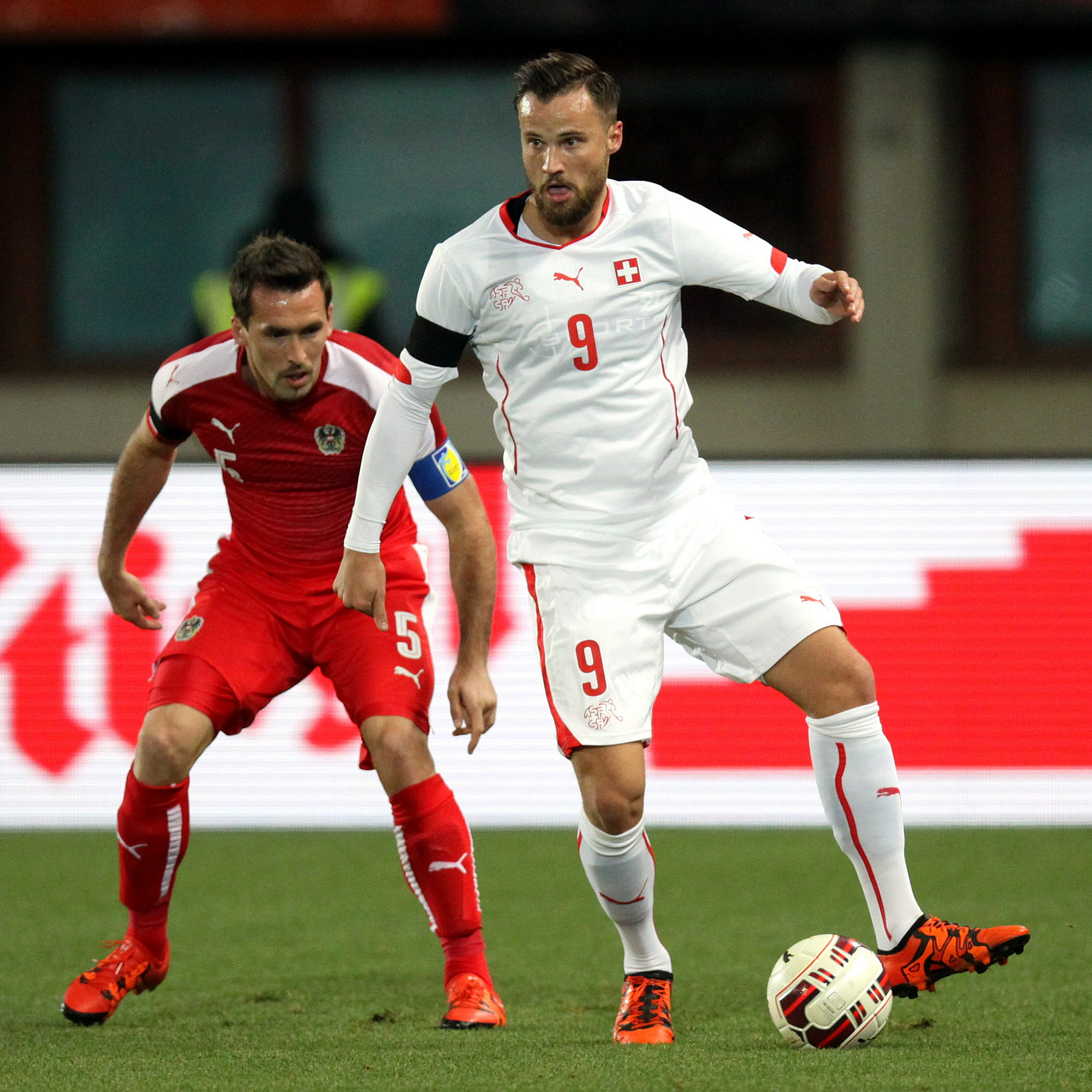
スイス代表でのセフェロヴィッチ（2015年）

U-17スイス代表では、2009年に行われたFIFA U-17ワールドカップで優勝を経験し、自身も5ゴールを挙げて大会得点王に輝いた。その5ゴールを内1つは、決勝戦のナイジェリア戦で挙げた決勝ゴールである。
2013年、ボスニア・ヘルツェゴビナ代表がスロベニア代表戦を前に、セフェロヴィッチを招集する意向を示し、セフェロヴィッチ自身も乗り気だったが、のちにスイス代表もオファーを出したことで、より国際的な競争力がある後者をセフェロヴィッチは選択し、ギリシャ戦でデビューした。2013年6月8日、代表3戦目となったこの日の2014 FIFAワールドカップ予選、キプロス戦にて負傷したヨジップ・ドルミッチに変わってピッチに入ると、0-0での均衡を破る決勝ゴールを挙げ、代表初ゴールを記録した。
2014年6月2日、オットマー・ヒッツフェルト監督によって2014 FIFAワールドカップに臨むスイス代表に選出された。大会初戦のエクアドル戦にて後半25分から出場すると、2-1での勝利に繋がる決勝点を挙げ、勝ち点3獲得に大きく貢献した。
2015年8月からスタートしたUEFA EURO 2016の予選では、10試合中8試合に出場して3ゴールを挙げ、EURO本大会への出場権獲得に一役買った。本大会では、CFのポジションでレギュラーに定着したが、大会無得点に終わり、チームもベスト16で敗退した。
2018 FIFAワールドカップでは、初戦のブラジル戦、第2戦のセルビア戦に先発したものの無得点が続き、グループステージ第3節のコスタリカ戦ではベンチに回った。それでもチームはベスト16に進出したが、1-0でスウェーデンに敗れた。2018年11月8日、UEFAネーションズリーグにてベルギーと対戦したスイスは、セフェロヴィッチの代表初ハットトリックという助けもあり、グループステージ突破を決めた。決勝トーナメントでは、ベスト4のポルトガル戦に敗れ、3, 4位決定戦に回ったが、ここでもイングランドに敗北を喫し、記念すべき第1回大会は第4位で終えた。
2021年5月、UEFA EURO 2020に臨むスイス代表に選出された。グループリーグ第2戦のトルコ戦でゴールを決め、チームの大会初勝利に貢献、決勝トーナメント1回戦のフランス戦では2-3と追い上げるゴールを決め、延長PK戦の末に勝利した。

## 人物
セフェロヴィッチの両親は息子が生まれるまでボスニア・ヘルツェゴビナのサンスキ・モストに住んでおり、セフェロヴィッチ自身もこの地で生まれたボシュニャク人であるが、1992年から勃発したボスニア・ヘルツェゴビナ紛争の戦火から逃れるために家族揃ってスイスへと移住した。また、母親はトルコ系、父親はムスリム系の血を引いている。
2020年12月28日、新型コロナウイルス感染症に感染したことを公表した。

## 個人成績

### クラブ
2023年1月31日現在
| クラブ                          | シーズン     | リーグ             | リーグ | リーグ | カップ | カップ | リーグカップ | リーグカップ | UEFA | UEFA | その他 | その他 | 通算 | 通算 |
| クラブ                          | シーズン     | ディヴィジョン     | 出場   | 得点   | 出場   | 得点   | 出場         | 得点         | 出場 | 得点 | 出場   | 得点   | 出場 | 得点 |
| ------------------------------- | ------------ | ------------------ | ------ | ------ | ------ | ------ | ------------ | ------------ | ---- | ---- | ------ | ------ | ---- | ---- |
| グラスホッパー                  | 2008-09      | チャレンジリーグ   | 1      | 0      | 0      | 0      | —            | —            | 0    | 0    | —      | —      | 1    | 0    |
| グラスホッパー                  | 2009-10      | チャレンジリーグ   | 2      | 0      | 0      | 0      | —            | —            | —    | —    | —      | —      | 2    | 0    |
| グラスホッパー                  | クラブ通算   | クラブ通算         | 3      | 0      | 0      | 0      | —            | —            | 0    | 0    | —      | —      | 3    | 0    |
| フィオレンティーナ              | 2010-11      | セリエA            | 1      | 0      | 2      | 0      | —            | —            | —    | —    | —      | —      | 3    | 0    |
| フィオレンティーナ              | 2012-13      | セリエA            | 7      | 0      | 2      | 1      | —            | —            | —    | —    | —      | —      | 9    | 1    |
| フィオレンティーナ              | クラブ通算   | クラブ通算         | 8      | 0      | 4      | 1      | —            | —            | —    | —    | —      | —      | 12   | 1    |
| ヌーシャテル・ザマックス (loan) | 2011-12      | スーパーリーグ     | 14     | 2      | 0      | 0      | —            | —            | —    | —    | 0      | 0      | 14   | 2    |
| レッチェ (loan)                 | 2011-12      | セリエA            | 5      | 0      | 0      | 0      | —            | —            | —    | —    | —      | —      | 5    | 0    |
| ノヴァーラ (loan)               | 2012-13      | セリエB            | 18     | 10     | 0      | 0      | —            | —            | —    | —    | —      | —      | 18   | 10   |
| レアル・ソシエダ                | 2013-14      | ラ・リーガ         | 24     | 2      | 8      | 1      | —            | —            | 8    | 1    | —      | 40     | 4    |      |
| アイントラハト・フランクフルト  | 2014-15      | ブンデスリーガ     | 32     | 10     | 2      | 1      | —            | —            | —    | —    | —      | 34     | 11   |      |
| アイントラハト・フランクフルト  | 2015-16      | ブンデスリーガ     | 29     | 3      | 2      | 0      | —            | —            | —    | —    | 2      | 1      | 33   | 4    |
| アイントラハト・フランクフルト  | 2016-17      | ブンデスリーガ     | 25     | 3      | 4      | 1      | —            | —            | —    | —    | —      | —      | 29   | 4    |
| アイントラハト・フランクフルト  | クラブ通算   | クラブ通算         | 86     | 16     | 8      | 2      | —            | —            | —    | —    | 2      | 1      | 96   | 19   |
| ベンフィカ                      | 2017-18      | プリメイラ・リーガ | 20     | 4      | 2      | 0      | 2            | 1            | 4    | 1    | 0      | 0      | 29   | 7    |
| ベンフィカ                      | 2018-19      | プリメイラ・リーガ | 29     | 23     | 5      | 0      | 4            | 2            | 13   | 2    | —      | —      | 51   | 27   |
| ベンフィカ                      | 2019-20      | プリメイラ・リーガ | 30     | 5      | 5      | 2      | 2            | 0            | 7    | 2    | 1      | 0      | 45   | 9    |
| ベンフィカ                      | 2020-21      | プリメイラ・リーガ | 31     | 22     | 6      | 4      | 2            | 0            | 8    | 0    | 1      | 0      | 48   | 26   |
| ベンフィカ                      | 2021-22      | プリメイラ・リーガ | 10     | 3      | 2      | 1      | 1            | 1            | 2    | 0    | —      | —      | 15   | 5    |
| ベンフィカ                      | クラブ通算   | クラブ通算         | 120    | 57     | 20     | 7      | 11           | 4            | 34   | 5    | 3      | 1      | 188  | 74   |
| ガラタサライ (loan)             | 2022-23      | スュペル・リグ     | 10     | 0      | 3      | 2      | —            | —            | —    | —    | —      | —      | 13   | 2    |
| キャリア通算                    | キャリア通算 | キャリア通算       | 288    | 85     | 43     | 13     | 11           | 4            | 42   | 6    | 5      | 2      | 389  | 114  |

## 代表歴

### 出場大会
- スイス代表
  - 2014 FIFAワールドカップ
  - 2018 FIFAワールドカップ
  - 2022 FIFAワールドカップ

### 試合数
- 国際Aマッチ 93試合 25得点（2013年-）[53]

| スイス代表 | 国際Aマッチ | 国際Aマッチ |
| 年         | 出場        | 得点        |
| ---------- | ----------- | ----------- |
| 2013       | 9           | 1           |
| 2014       | 11          | 3           |
| 2015       | 7           | 3           |
| 2016       | 11          | 1           |
| 2017       | 9           | 3           |
| 2018       | 12          | 6           |
| 2019       | 5           | 1           |
| 2020       | 6           | 1           |
| 2021       | 12          | 5           |
| 2022       | 10          | 1           |
| 2023       | 1           | 0           |
| 通算       | 93          | 25          |

### 得点
| #   | 日付           | 会場                                               | 対戦国       | 得点 | 結果 | 大会                          |
| --- | -------------- | -------------------------------------------------- | ------------ | ---- | ---- | ----------------------------- |
| 1.  | 2013年6月8日   | ジュネーヴ, スタッド・ドゥ・ジュネーヴ             | キプロス     | 1–0  | 1–0  | 2014 FIFAワールドカップ予選   |
| 2.  | 2014年6月15日  | ブラジリア, エスタジオ・ナシオナル・デ・ブラジリア | エクアドル   | 2–1  | 2–1  | 2014 FIFAワールドカップ       |
| 3.  | 2014年10月14日 | セラヴァッレ, サンマリノ・スタジアム               | サンマリノ   | 1–0  | 4–0  | UEFA EURO 2016予選            |
| 4.  | 2014年10月14日 | セラヴァッレ, サンマリノ・スタジアム               | サンマリノ   | 2–0  | 4–0  | UEFA EURO 2016予選            |
| 5.  | 2015年3月27日  | ルツェルン, スイスポルアレナ                       | エストニア   | 3–0  | 3–0  | UEFA EURO 2016予選            |
| 6.  | 2015年11月17日 | ウィーン、エルンスト・ハッペル・シュターディオン   | オーストリア | 1–0  | 2–1  | 親善試合                      |
| 7.  | 2015年11月17日 | ウィーン、エルンスト・ハッペル・シュターディオン   | オーストリア | 2–1  | 2–1  | 親善試合                      |
| 8.  | 2016年10月7日  | ブダペスト、グルパマ・アレーナ                     | ハンガリー   | 1–0  | 3–2  | 2018 FIFAワールドカップ予選   |
| 9.  | 2017年8月31日  | ザンクト・ガレン、AFGアレーナ                      | アンドラ     | 1–0  | 3–0  | 2018 FIFAワールドカップ予選   |
| 10. | 2017年8月31日  | ザンクト・ガレン、AFGアレーナ                      | アンドラ     | 2–0  | 3–0  | 2018 FIFAワールドカップ予選   |
| 11. | 2017年9月3日   | リガ、スコント・スタディオン                       | ラトビア     | 1–0  | 3–0  | 2018 FIFAワールドカップ予選   |
| 12. | 2018年6月8日   | ルガーノ、コルナレド・スタジアム                   | 日本         | 2–0  | 2–0  | 親善試合                      |
| 13. | 2018年9月8日   | ザンクト・ガレン、AFGアレーナ                      | アイスランド | 4–0  | 6–0  | UEFAネーションズリーグ2018-19 |
| 14. | 2018年10月15日 | レイキャヴィーク、ラウガルタルスヴェルル           | アイスランド | 1–0  | 2–1  | UEFAネーションズリーグ2018-19 |
| 15. | 2018年11月18日 | ルツェルン, スイスポルアレナ                       | ベルギー     | 2–2  | 5–2  | UEFAネーションズリーグ2018-19 |
| 16. | 2018年11月18日 | ルツェルン, スイスポルアレナ                       | ベルギー     | 3–2  | 5–2  | UEFAネーションズリーグ2018-19 |
| 17. | 2018年11月18日 | ルツェルン, スイスポルアレナ                       | ベルギー     | 5–2  | 5–2  | UEFAネーションズリーグ2018-19 |
| 18. | 2019年10月15日 | ジュネーヴ, スタッド・ドゥ・ジュネーヴ             | アイルランド | 1–0  | 2–0  | UEFA EURO 2020予選            |
| 19. | 2020年9月3日   | リヴィウ、アリーナ・リヴィウ                       | ウクライナ   | 1–1  | 1–2  | UEFAネーションズリーグ2020-21 |
| 20. | 2021年3月25日  | ソフィア、ヴァシル・レフスキ国立競技場             | ブルガリア   | 2–0  | 3–1  | 2022 FIFAワールドカップ予選   |
| 21. | 2021年3月31日  | ザンクト・ガレン、AFGアレーナ                      | フィンランド | 3–2  | 3–2  | 親善試合                      |
| 22. | 2021年6月20日  | バクー、バクー・オリンピックスタジアム             | トルコ       | 1–0  | 3–1  | UEFA EURO 2020                |
| 23. | 2021年6月28日  | ブカレスト、スタディオヌル・ナツィオナル           | フランス     | 1–0  | 2–3  | UEFA EURO 2020                |
| 24. | 2021年6月28日  | ブカレスト、スタディオヌル・ナツィオナル           | フランス     | 2–3  | 2–3  | UEFA EURO 2020                |
| 25. | 2022年6月12日  | ジュネーヴ、スタッド・ドゥ・ジュネーヴ             | ポルトガル   | 1-0  | 1-0  | UEFAネーションズリーグ2022-23 |

## タイトル

### クラブ
ベンフィカ
- プリメイラ・リーガ: 2018-19
- スーペルタッサ・カンディド・デ・オリベイラ: 2017, 2019

### 代表
U-17スイス代表
- FIFA U-17ワールドカップ: 2009

### 個人
- プリメイラ・リーガ得点王: 2018-19
- スイス年間最優秀選手賞: 2019
- プリメイラ・リーガ年間ベストイレブン: 2018-19, 2020-21